# Буланбай
Буланбай (каз. Бұланбай) — село в Иртышском районе Павлодарской области Казахстана. Входит в состав Селетинского сельского округа. Код КАТО — 554667200.

## Население
В 1999 году население села составляло 26 человек (14 мужчин и 12 женщин). По данным переписи 2009 года, в селе проживали 93 человека (49 мужчин и 44 женщины).